# Milzau
Milzau là một đô thị thuộc huyện Saalekreis, bang Saxony-Anhalt, Đức.